# 山口県小郡自動車学校
株式会社山口県小郡自動車学校（やまぐちけんおごおりじどうしゃがっこう）は、山口県山口市にある公認自動車教習所を運営する企業。

## 教習
- 普通自動車
- 大型自動二輪車
- 普通自動二輪車
- 普通自動二輪車（小型限定）

## 周辺
- 医療法人清仁会林病院
- 小郡幼稚園
- 小郡文化資料館
- 光明寺

## アクセス
- 新山口駅（JR西日本）から徒歩10分